# Charles Robert Carner
Pour les articles homonymes, voir Carner.
Charles Robert Carner est un scénariste, réalisateur, producteur et acteur américain né le 30 avril 1957 à Chicago, Illinois (États-Unis).

## Filmographie

### comme scénariste
- 1985 : Dans des griffes de soie (Seduced) (TV)
- 1985 : Gymkata, le parcours de la mort (Gymkata) de Robert Clouse
- 1986 : Six hommes pour sauver Harry
- 1991 : Eyes of a Witness (TV)
- 1998 : The Fixer (TV)
- 2000 : Who Killed Atlanta's Children? (TV)
- 2002 : Dérive fatale (Christmas Rush) (TV)

### comme réalisateur
- 2003 : Les Dents de la mort (Red Water) (TV)
- 1991 : La Voix du silence ("Reasonable Doubts") (série TV)
- 1992 : A Killer Among Friends (en) (TV)
- 1994 : Témoin en danger (de) (One Woman's Courage) (TV)
- 1997 : Vanishing Point (en) (TV)
- 1998 : The Fixer (TV)
- 2000 : Who Killed Atlanta's Children? (TV)
- 2002 : Dérive fatale (Christmas Rush) (TV)
- 2003 : Les Dents de la mort (Red Water) (TV)
- 2004 : Judas (en) (TV)
- 2008 : Hot Protection (Cinema)
- 2016 : JL Ranch (en)

### comme producteur
- 1989 : Vengeance aveugle (Blind Fury)
- 1998 : The Fixer (TV)
- 2002 : Dérive fatale (Christmas Rush) (TV)

### comme acteur
- 1998 : The Fixer (TV) : Reporter #1